# Zarzouna (delegación)
Zarzouna es una delegación de la gobernación de Bizerta en Túnez. En abril de 2014 tenía una población censada de 24 793 habitantes.
Se encuentra ubicada al norte del país, junto a la costa del mar Mediterráneo y a poca distancia al noroeste de la capital del país, Túnez, y cerca del río Meyerda.